# Communauté de communes Terre d'eaux
La communauté de communes Terre d'eaux est une ancienne communauté de communes située dans l'Ain et regroupant six communes. Jusqu'en 2006, elle s'appelait communauté de communes Rhône et Gland.

## Composition
Lors de sa dissolution, elle était composée des communes suivantes :
| Nom                     | Code Insee | Gentilé            | Superficie (km2) | Population (dernière pop. légale) | Densité (hab./km2) |
| ----------------------- | ---------- | ------------------ | ---------------- | --------------------------------- | ------------------ |
| Brégnier-Cordon (siège) | 01058      | Brégnolans         | 11,00            | 861 (2014)                        | 78                 |
| Colomieu                | 01110      | Colomiards         | 5,96             | 130 (2014)                        | 22                 |
| Groslée                 | 01182      |                    | 7,27             | 360 (2015)                        | 50                 |
| Izieu                   | 01193      | Izieulants         | 7,67             | 231 (2014)                        | 30                 |
| Saint-Benoît            | 01338      | Sancto-Bénédictins | 21,65            | 833 (2015)                        | 38                 |
| Saint-Bois              | 01340      |                    | 9,42             | 136 (2015)                        | 14                 |

## Compétences
- Assainissement collectif
- Assainissement non collectif
- Collecte des déchets des ménages et déchets assimilés
- Traitement des déchets des ménages et déchets assimilés
- Action sociale
- Création, aménagement, entretien et gestion de zone d'activités industrielle, commerciale, tertiaire, artisanale ou touristique
- Action de développement économique (Soutien des activités industrielles, commerciales ou de l'emploi, Soutien des activités agricoles et forestières...)
- Tourisme
- Schéma de cohérence territoriale (SCOT)
- Création, aménagement, entretien de la voirie
- Programme local de l'habitat
- Réalisation d'aire d'accueil ou de terrains de passage des gens du voyage

## Historique
- 31 décembre 2013 : dissolution et fusion dans la communauté de communes Bugey Sud (à l'exception de Groslée)
- 18 août 2006 : Changement de dénomination, modif. et extension des compétences, définition de l'intérêt communautaire
- 20 septembre 2005 : Modification du poste comptable
- 30 juin 2005 : Transfert de compétence et modification du poste comptable
- 17 décembre 2001 : Transformation du district en communauté de communes
- 6 novembre 2000 : Modification des compétences en matière de tourisme
- 1er décembre 1998 : Création et gestion du musée des îles du Rhône
- 1er décembre 1998 : Le district est constitué pour une durée illimitée
- 14 août 1996 : Création et gestion d'une structure d'accueil pour personnes âgées
- 19 décembre 1995 : L'existence du district est prolongée jusqu'à la date du 31 décembre 2001
- 6 octobre 1992 : Aménagement de l'espace (charte intercommunale de développement)
- 6 octobre 1992 : Création, entretien et aménagement de la voirie communale classée

## Pour approfondir